# 1853 en Suisse
Chronologie de la Suisse
- 1849
- 1850
- 1851
- 1852
- 1853
- 1854
- 1855
- 1856
- 1857

Cette page concerne l'année 1853 du calendrier grégorien en Suisse.

## Gouvernement au1erjanvier 1853
- Conseil Fédéral:[1]
  - Wilhelm Matthias Naeff (PRD), président de la Confédération
  - Friedrich Frey-Herosé (PRD), vice-président de la Confédération
  - Stefano Franscini (PRD)
  - Daniel-Henri Druey (PRD)
  - Ulrich Ochsenbein (PRD)
  - Martin J. Munzinger (PRD)
  - Jonas Furrer (PRD)

## Événements

### Janvier
Dimanche 16 janvier 
- Décès à Winterthour, à l’âge de 70 ans, de l’industriel Johann Jakob Sulzer, fondateur de la fonderie de Winterthour.

### Février
Vendredi 4 février 
- Fondation à Bâle, de la Compagnie ferroviaire Central-Suisse, dans le but de relier les réseaux suisses et français entre Bâle et Olten.

 Lundi 28 février 
- Fondation à Zurich des Chemins de fer du Nord-Est par la fusion de la compagnie du Nord-Suisse avec celles du Lac de Constance et des Chutes du Rhin'.

### Avril
Vendredi 15 avril 
- Décès à Paris, à l’âge de 43 ans, de l’éditeur Marc Ducloux.

 Vendredi 22 avril 
- Insurrection rurale à Fribourg. Nicolas Carrard, chef des assaillants, perd la vie dans la fusillade.

### Juin
Lundi 20 juin 
- Début de festivités commémorant le 500e anniversaire de l’entrée du canton de Berne dans la Confédération.

### Novembre
Lundi 7 novembre 
- Ouverture à Lausanne, de l’Ecole spéciale pour l'industrie, les travaux publics et les constructions civiles, embryon de l’École polytechnique fédérale de Lausanne.